# الروسا

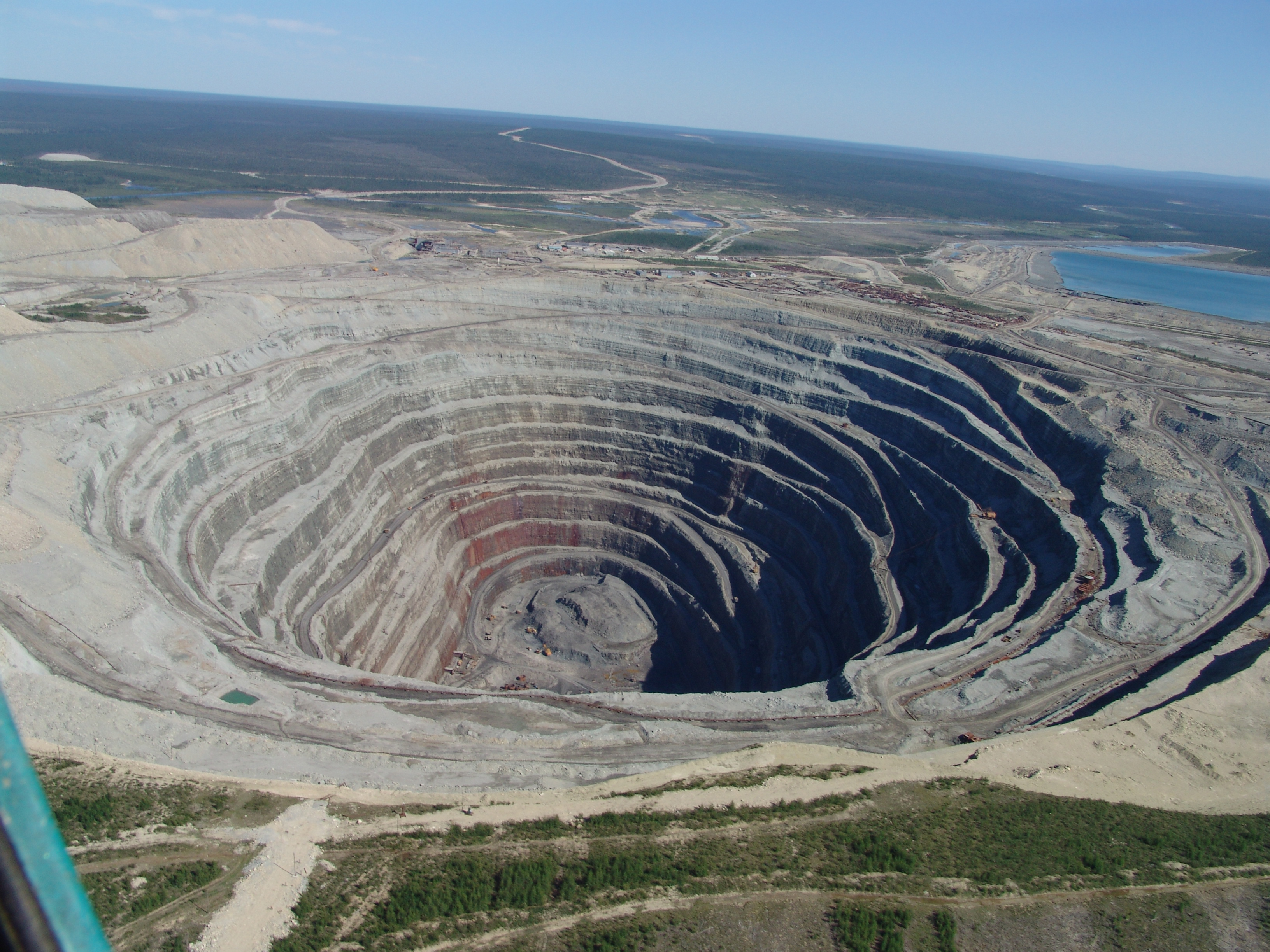
معدن الماس گودال اوداچنایا در یاقوتستان، متعلق به الروسا

الروسا (به روسی: АЛРОСА) شرکت استخراج معدن الماس روسی است، که در تاریخ ۱۹ فوریه ۱۹۹۲ تأسیس شد و در حال حاضر به‌عنوان بزرگترین تولید کننده الماس در جهان شناخته می‌شود.
شرکت الروسا در زمینه اکتشاف، استخراج، تولید و فروش الماس فعالیت می‌کند. بخش اصلی عملیات این شرکت در جمهوری یاقوتستان، در منطقه یاکوتسک مستقر می‌باشد.
دفاتر مرکزی الروسا در میرنی، یاقوتستان و در شهر مسکو قرار دارند. بخشی از سهام این شرکت در بازار بورس مسکو معامله می‌شود.